# 国际协力银行
国际协力银行（日语：／*/?，简称JBIC），成立于1999年10月，是日本政府对外实施政府开发援助（ODA）的主要执行机构之一，其前身是成立于1952年的日本输出入银行和成立于1961年的海外经济协力基金（OECF）。
JBIC属于政策性银行，全额负责ODA中有偿资金（即日圓貸款）部分，其他形式的合作援助由国际协力机构等负责。
JBIC在全球26个国家设有事务所（代表处），其中包括在中国的北京代表处，从1980年至2000年日本向中国提供了四批日圓贷款，2001年日本调整了对中国的援助政策后，日圓贷款承诺金额呈下降趋势。

## 沿革
- 1950年（昭和25年）12月28日，日本输出银行（日本輸出銀行）成立。
- 1952年（昭和27年）4月1日，改称日本输出入银行（日本輸出入銀行）。
- 1961年（昭和36年）3月16日，成立海外经济协力基金（海外経済協力基金）。
- 1999年（平成11年）10月1日，日本输出入银行与海外经济协力基金合并，成立国际协力银行，正式成为日本对外实施政府开发援助的特殊银行。
- 2008年（平成20年）10月1日，日本进行货币政策的改革，国际协力银行的国际金融部门“日本政策金融公库”（日本政策金融公庫）、对外经济合作部门兼独立行政法人“国际协力机构”（国際協力機構）进行整合，JBIC将成为国际金融机构，为日本的国际金融政策部门的名称。